# Gare de Saint-Aunès
Gare de Saint-Aunès vasútállomás Franciaországban, Saint-Aunès településen.

## Vasútvonalak
Az állomást az alábbi vasútvonalak érintik:
- Tarascon–Sète-Ville-vasútvonal

## Kapcsolódó állomások
A vasútállomáshoz az alábbi állomások vannak a legközelebb:
- Gare de Baillargues (Gare de Tarascon, Tarascon–Sète-Ville-vasútvonal)
- Gare de Montpellier-Saint-Roch (Gare de Sète, Tarascon–Sète-Ville-vasútvonal)